# Вибухова лінза

У ядерній зброї імплозійного типу багатокутні лінзи розташовані навколо сферичного ядра бомби. Показано тридцять дві «точки». Інші конструкції використовують до 96 або лише дві такі точки.

Вибухова лінза (англ. Explosive lens) — використовується у ядерній зброї, є вузькоспеціалізованим кумулятивним зарядом. Загалом, це пристрій, що складається з кількох зарядів вибухової речовини. Ці заряди організовані та сформовані з наміром контролювати форму детонаційної хвилі, що проходить через них. Вибухова лінза концептуально схожа на оптичну лінзу, яка фокусує світлові хвилі. Заряди, з яких складається лінза вибухової речовини, вибираються з різною швидкістю детонації. Для того, щоб перетворити сферично розширюваний хвильовий фронт у сферично збіжний, використовуючи лише один кордон між складовими вибуховими речовинами, форма кордону має бути параболоїдом, так само, щоб перетворити сферично розбіжний фронт на плоский, гранична форма має бути гіперболоїдом тощо. Для зменшення аберацій (відхилень від наміченої форми) кінцевого хвильового фронту можна використовувати кілька меж.

## Винахід
Як згадував Ганс Бете, винахід вибухової лінзи був створений і розроблений Джоном фон Нейманом.

## Використання в ядерній зброї
У ядерній зброї масив вибухових лінз використовується для зміни кількох приблизно сферичних розбіжних хвиль детонації в єдину сферичну збіжну. Збіжна хвиля потім використовується для згортання різних оболонок (тампер, відбивач, штовхач тощо) і, нарешті, стискає ядро (кістянку) матеріалу, що ділиться, до швидкого критичного стану. Зазвичай їх виготовляють із вибухівки, пов’язаної з пластиком, та інертної вставки, яка називається хвилеподібною формою, яка часто є щільною піною або пластиком, хоча можна використовувати багато інших матеріалів. Інші, в основному старіші вибухові лінзи не включають формувача хвилі, але використовують два типи вибухових речовин, які мають значно різні швидкості детонації (VoD), які знаходяться в діапазоні від 5 до 9 км/с. Використання низько та високошвидкісної вибухівки знову призводить до сферичної збіжної хвилі детонації для стиснення фізичного пакету. Оригінальний пристрій Гаджет, використаний у випробуваннях Tриніті та Товстун, скинутих на Нагасакі, використовував Баратол як вибухівку з низьким VoD та Композиці. B як швидку, але можна використовувати й інші комбінації.

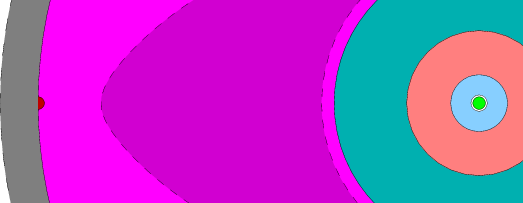
Поперечний розріз гаджета "Трініті". Червона крапка ліворуч — детонатор, високі (світло-фіолетовий) і повільні (темно-фіолетовий) вибухові речовини — цвибухова лінза, яка змушує сферичне ядро стискатися до швидкої критичності.

На малюнку ліворуч зображено поперечний переріз сегмента багатокутного клина. Клини з’єднані між собою, утворюючи сферичний пристрій. Вибуховий дротяний детонатор крайнього лівого краю викликає напівсферичну хвилю детонації через високошвидкісну зовнішню вибухівку. (Він напівсферичний, оскільки дріт, що розривається, діє як точковий детонатор). Коли хвиля передається на внутрішню вибухівку точної форми, утворюється нова сферична хвиля, зосереджена на об’єкті. Успішне функціонування цього пристрою залежить від одночасного ініціювання хвилі в кожному сегменті, рівномірності та точності швидкості хвилі, а також правильності та точності форми поверхні розділу між двома вибуховими речовинами.
Серія експериментів була проведена в 1944 і 1945 роках під час Манхеттенського проекту для розробки лінз для задовільної імплозії. Одним із найважливіших тестів була серія RaLa Experiments.
Спочатку використовувалася 32-точкова збірка (кожна з яких мала пару розривних дротяних детонаторів).
Пізніше було випробувано збірку з 92 «точок» з метою отримання вузла меншого розміру з покращеною продуктивністю.
Нарешті, з успіхом випробування ядерного вибухового пристрою Swan, двоточкова збірка стала можливою. Свон використовував систему «повітряних лінз» на додаток до кумулятивних зарядів і став основою всіх наступних розробок США, як ядерних, так і термоядерних, і відрізнявся невеликими розмірами, малою вагою, винятковою надійністю та безпекою, а також використовував найменшу кількість стратегічний матеріал будь-якої конструкції.

## Інше використання
Лінзи, що використовують альтернативні методи конструювання та виробляють плоску «плоску хвилю», використовуються для фізичних експериментів із високим перехідним тиском і матеріалознавства.